# Relentless
A Relentless egy három zeneszámot tartalmazó, CD-n és kislemez formátumban is kiadott dalválogatás, melynek számait a New York-i központú, hardcore punk csoport, a Sick of It All készítette el. 2003. júliusban jelent meg a Bridge Nine Records kiadásában, és két, korábban ki nem adott felvételt tartalmaz a „Life on the Ropes” felvételének idejéből. Mindhárom számot az együttes írta.

## Számlista
1. "Relentless" – 2:24
2. "Who Will Be Next?"    – 2:24
3. "Can't Wait To Quit" – 2:10

## Közreműködők
- Lou Koller – vokál
- Pete Koller – gitár
- Craig Setari – basszusgitár
- Armand Majidi – dob